# Амурські неолітичні культури
Амурські неолітичні культури — археологічні культури та пам'ятки неоліту (від 5-го до кінця 2-го — початку 1-го тисячоліття до н. е.) в басейні р. Амур. 

## Опис
На території середнього Амуру виділяють дві основні культури: Громатухинську та Новопетровську. Носіями першої були бродячі або напівосільські мисливці, які жили в стійбищах-таборах з житлом типу чумів. Серед знахідок переважають знаряддя з цілих гальок (тесла та скребла), нуклеуси-скребки, клинки-ножі, наконечники, орнаментований посуд тощо. Для новопетровської культури характерні знаряддя праці у вигляді призматичних нуклеусів і пластинок, гладкостінна кераміка з наліпними валиками. Носії цієї культури жили у поселеннях з напівземлянковими житлами. Залишки таких поселень було відкрито на нижньому Амурі.